# Калининский (Брединский район)
Кали́нинский — посёлок в Брединском районе Челябинской области России. Административный центр Калининского сельского поселения.

## География
Рядом с посёлком расположено Калининское водохранилище. Расстояние до районного центра посёлка Бреды 50 км.

## Население
| 2002 | 2010  |
| ---- | ----- |
| 1407 | ↘1267 |

По данным Всероссийской переписи, в 2010 году численность населения посёлка составляла 1267 человек (586 мужчин и 681 женщина).

## Инфраструктура
- Детский сад,
- средняя школа.
- Уличная сеть посёлка состоит из 15 улиц и 1 переулка[3].